# Montesano sulla Marcellana
Montesano sulla Marcellana es una localidad y comune italiana de la provincia de Salerno, región de Campania, con 6.739 habitantes.

## Evolución demográfica
| Gráfica de evolución demográfica de Montesano sulla Marcellana entre 1861 y 2001 |
|                                                                                  |
| Fuente ISTAT - elaboración gráfica de Wikipedia                                  |